# Overloon

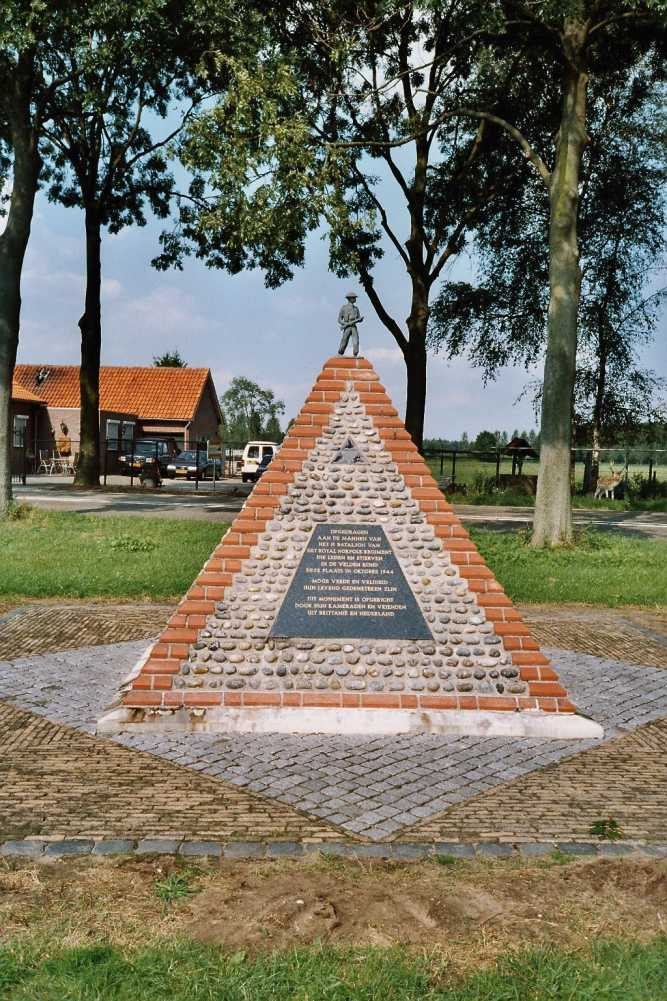
Das Denkmal für die bei Overloon getöteten alliierten Soldaten

Overloon ist ein Dorf in der Gemeinde Land van Cuijk im Osten der Provinz Noord-Brabant (Niederlande) nahe Deutschland. Overloon liegt in einer waldreichen Gegend zwischen „de Peel“ (Moorlandschaft) und der Maas. Es hat etwa 4305 Einwohner (Stand: 1. Januar 2024).
Im Zweiten Weltkrieg wurde Overloon während einer der größten Panzerschlachten im Oktober 1944 vollkommen zerstört. Nach dem Krieg wurde hier ein Nationales Kriegs- und Widerstandsmuseum gegründet.
Im Dorf steht die moderne Theobalduskirche (1956) nach Vorbild des Architekten le Corbusier. Sehenswert sind auch Kriegsdenkmäler und ein britischer Soldatenfriedhof.
Overloon ist heute ein Feriendorf mit Campingplätzen, Ferienpark und einem Zoo.

## Sehenswertes

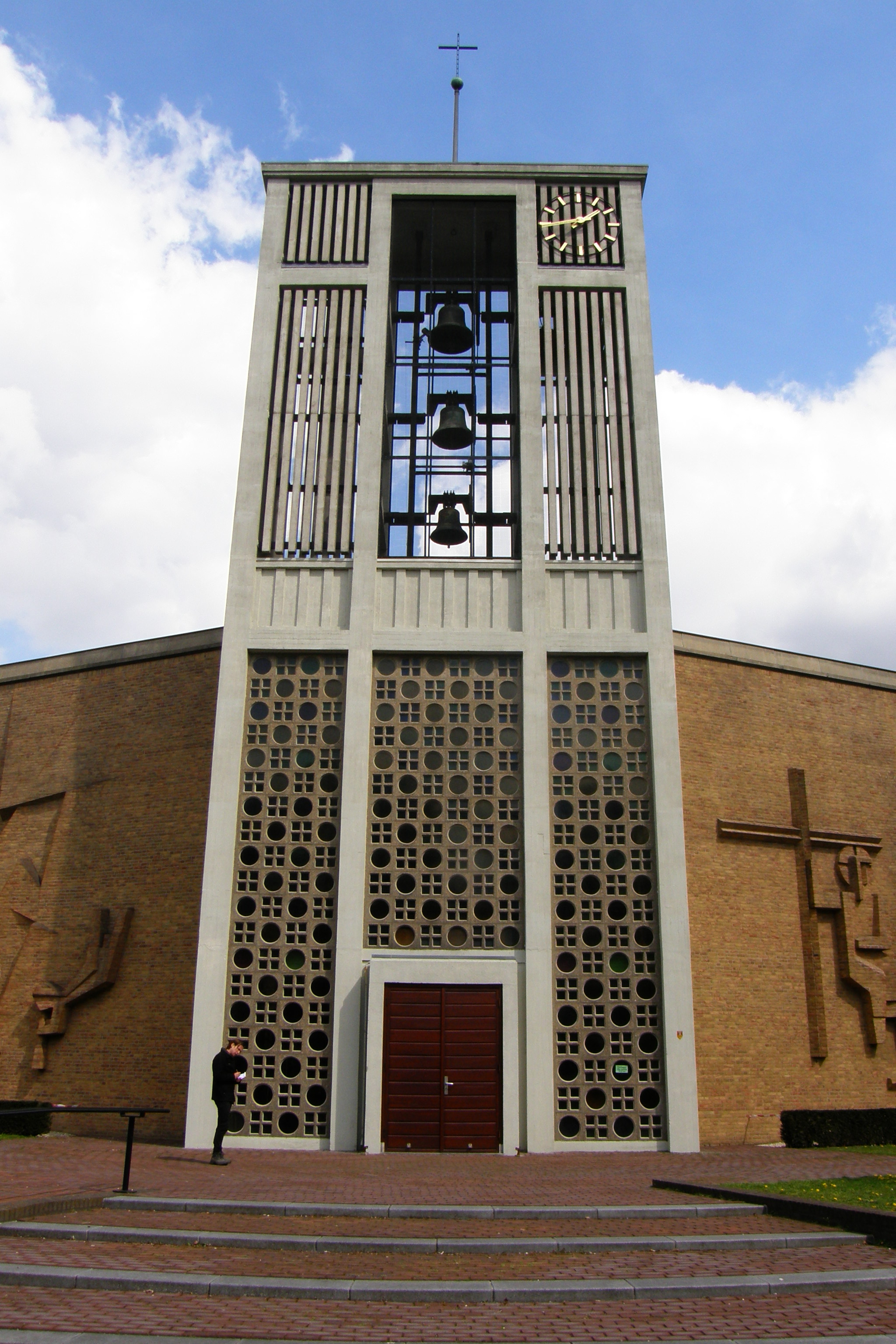
Theobalduskirche
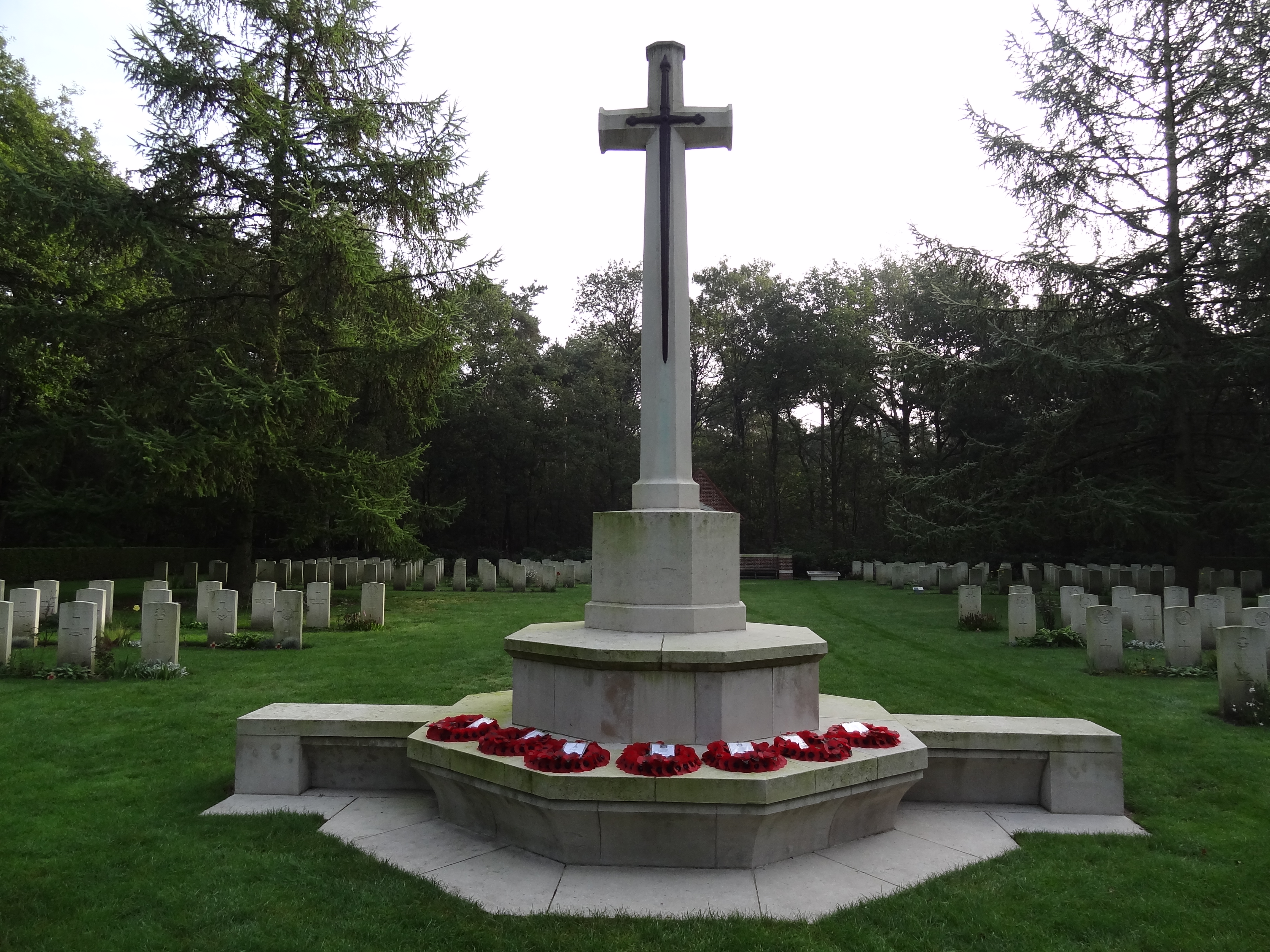
Britischer Soldatenfriedhof
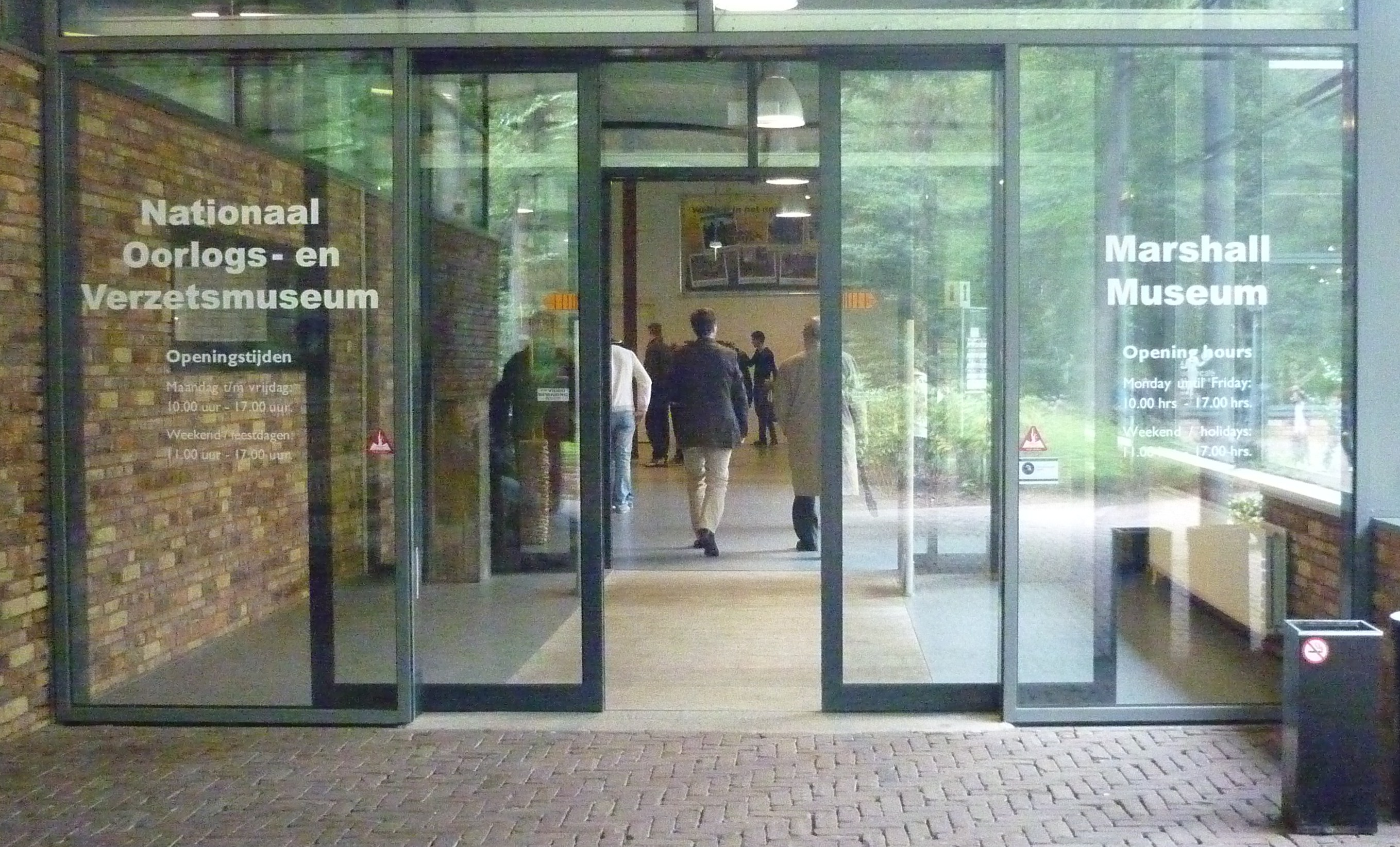
Nationales Kriegs- und Widerstandsmuseum
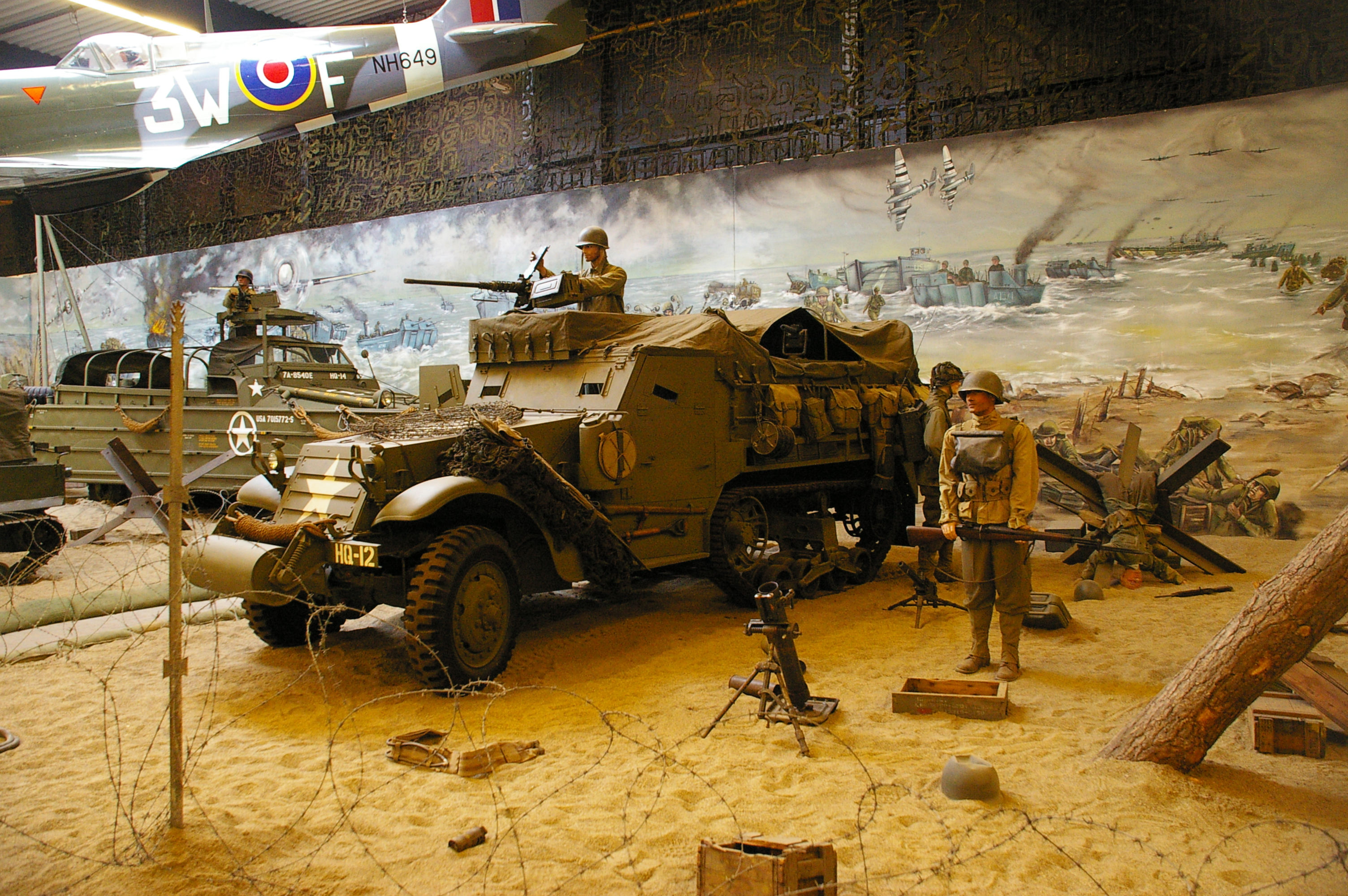
Nationales Kriegs- und Widerstandsmuseum
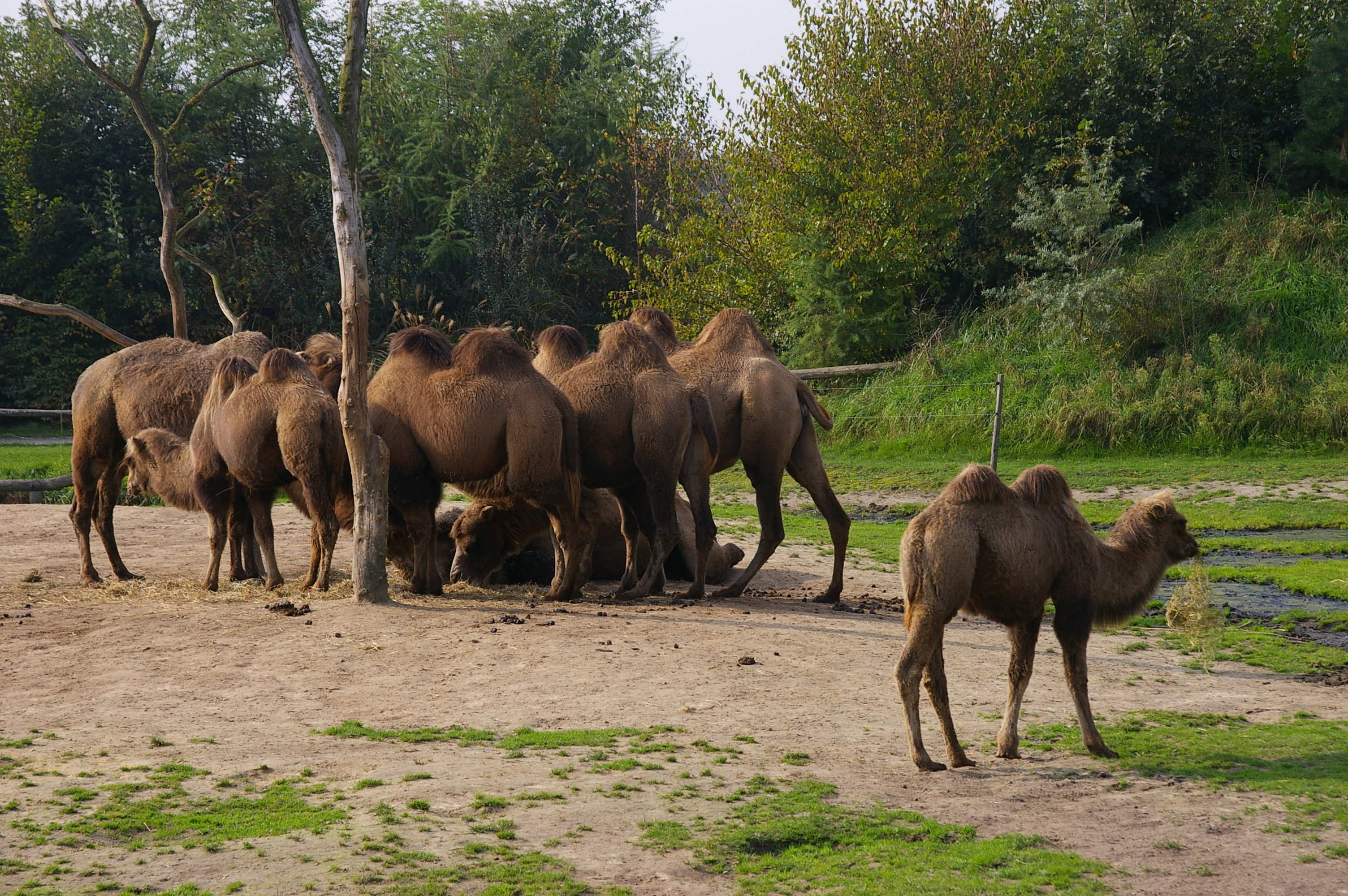
Kamele im ZooParc Overloon